# 雅普拉 (亞馬遜州)
01°49′34″S 66°35′56″W / 1.82611°S 66.59889°W

雅普拉（葡萄牙語：Japurá）是巴西的城鎮，位於該國北部，由亞馬遜州負責管轄，始建於1955年12月19日，面積55,791平方公里，海拔高度50米，2014年人口5,599，人口密度每平方公里0.1人。